# Djankovo
Djankovo (Bulgaars: Дянково, Turks: Kalova) is een dorp in het noordoosten van Bulgarije, gelegen in de gemeente Razgrad in oblast Razgrad. Het dorp ligt hemelsbreed ongeveer 12 km ten noordoosten van de stad Razgrad en 284 km ten noordoosten van de hoofdstad Sofia. 

## Bevolking
Het dorp telde in december 2019 2.454 inwoners, een daling vergeleken met het maximum van 4.000 personen in 1975. Djankovo is het grootste dorp in de oblast Razgrad, op de voet gevolgd door Brestovene en Jasenovets.
|  |

Van de 2.735 inwoners reageerden er 2.662 op de optionele volkstelling van 2011. Van deze 2.662 respondenten identificeerden 2.423 personen zichzelf als Bulgaarse Turken (91%), gevolgd door 164 etnische Bulgaren (6,2%) en 75 ondefinieerbare respondenten (2,8%).
| Etniciteit   | Aantal | %    |
| ------------ | ------ | ---- |
| Bulgaren     | 164    | 6,2% |
| Turken       | 2423   | 91%  |
| Roma         | ...    | ...  |
| Overig       | 75     | 2,8% |
| Respondenten | 2.662  |      |